# Nanking (film)
Nanking (eredeti címén: Nanking) egy 2007-es amerikai dokumentumfilm Hugo Armstrong és Rosalind Chao főszereplésével.

## Történet
1937-ben a japán hadsereg elfoglalta Nanking-ot, és megölt több mint 200 000 kínait. Kínai civilek egy kisebb csoportja, európaiak, amerikaiak, nyugati misszionáriusok, tanárok és üzletemberek gyűltek össze, hogy megmentsenek további 250 000 embert, és mentsék a saját életüket is.

## Szereplők
- Hugo Armstrong – John Magee
- Rosalind Chao – Chang Yu Zheng
- Stephen Dorff – Lewis Smythe
- John Getz – George Fitch
- Jürgen Prochnow – John Rabe
- Woody Harrelson – Bob Wilson

## Külső hivatkozások
IMDb